# Dysdera charitonowi
Dysdera charitonowi là một loài nhện trong họ Dysderidae.
Loài này thuộc chi Dysdera. Dysdera charitonowi được miêu tả năm 1979 bởi Mcheidze.